# Грачёвская (остановочный пункт)
Грачёвская (до ноября 2020 года Хо́врино) — остановочный пункт на главном ходу Октябрьской железной дороги (Ленинградском направлении) в Москве. Название дано по расположенным поблизости усадьбе Грачёвка и Грачёвскому парку. Прежнее название дано по одноимённому селу, расположенному возле станции и включённому в состав Ленинградского района Москвы в 1960 году.

## История
Остановочный пункт открыт в 1893 году (по другим сведениям — в составе одноимённой станции 15 июля 1910 года).
В 1950 году участок Москва — Крюково был электрифицирован, стали ходить электрички.
В 2020 году был переименован в связи с открытием нового остановочного пункта под названием Ховрино, расположенного рядом со станцией метро «Ховрино». Путем открытого онлайн-голосования большинством респондентов было принято решение о переименовании платформы «Ховрино» в «Грачёвскую». Остановочный пункт, которому перешло название Ховрино, открыт 23 ноября 2020 года, в тот же день произошло переименование.

## Платформы и выходы
На остановочном пункте две высокие боковые платформы, обслуживающие пути № 1 и № 2. У пути № 3 платформа отсутствует, у пути № 4 платформа разобрана в 2010-х при строительстве нового пути, остался выход из перехода. Они соединены подземным переходом, который служит и для перехода из одной части города в другую. Оборудована турникетами. Касса функционирует.

## Наземный общественный транспорт
На этой станции можно пересесть на следующие маршруты городского пассажирского транспорта:
- Автобусы: 65, 154, 191, 215, 215к, 445, 499, 571, 591, 673, 928, т58

## Фотографии
- Вид в сторону платформы Моссельмаш
- Вид в сторону платформы Моссельмаш
- Вид в сторону платформы Левобережная (2009). Фото сделано за 11 лет до появления новой платформы — Ховрино (рядом с одноимённой станцией метро)
- Вид в сторону платформы Моссельмаш (2009)
- Подземный переход в 2013 году
- Платформа в 2024 году